# Rudungen
Rudungen är en sjö i Norrtälje kommun i Uppland och ingår i Norrtäljeåns huvudavrinningsområde. Sjön har en area på 0,107 kvadratkilometer och ligger 24,2 meter över havet.

## Delavrinningsområde
Rudungen ingår i det delavrinningsområde (662814-165110) som SMHI kallar för Mynnar i Norrtäljeån. Medelhöjden är 28 meter över havet och ytan är 21,86 kvadratkilometer. Det finns inga avrinningsområden uppströms utan avrinningsområdet är högsta punkten. Vattendraget som avvattnar avrinningsområdet har biflödesordning 2, vilket innebär att vattnet flödar genom totalt 2 vattendrag innan det når havet efter 13 kilometer. Avrinningsområdet består mestadels av skog (59 procent) och jordbruk (28 procent). Avrinningsområdet har 0,31 kvadratkilometer vattenytor vilket ger det en sjöprocent på 1,4 procent.